# Muzea redemptorystów w Tuchowie
Muzea redemptorystów w Tuchowie – trzy placówki muzealne z siedzibą w Tuchowie. Wszystkie prowadzone są ojców redemptorystów, a ich siedzibą są pomieszczenia klasztoru, położonego w sąsiedztwie bazyliki Nawiedzenia Najświętszej Maryi Panny przy ul. Wysokiej. Aktualnie w klasztorze funkcjonują:
- Muzeum Misyjne,
- Muzeum Sanktuaryjne,
- Muzeum Etnograficzne.

## Muzeum Misyjne
Placówka powstała w 1975 roku, zlokalizowana w sali kolumnowej przy bazylice. Posiada w swych zbiorach eksponaty pochodzące z krajów, objętych działalnością misyjną, prowadzoną przez członków zakonu (Argentyna, Boliwia, Brazylia). W ramach ekspozycji prezentowane są wytwory kultury materialnej (ubiory, przedmioty codziennego użytku, przedmioty kultu religijnego) oraz okazy południowoamerykańskiej fauny i flory.

W pomieszczeniach muzeum znajduje się również ruchoma szopka bożonarodzeniowa, wybudowana w 1975 roku przez o. Kazimierza Zymułę.

## Muzeum Sanktuaryjne
Muzeum zostało zorganizowane w latach 1993–1994. W ramach ekspozycji prezentowane są materiały związane z historią i rozbudową świątyni, obrazy Matki Bożej Tuchowskiej oraz szaty i przedmioty liturgiczne.

## Muzeum Etnograficzne
Placówka powstała w 1997 roku. W jej zbiorach znajdują się liczne eksponaty związane z tuchowskim pszczelarstwem oraz kulturą ludową miasta i okolicy. Prezentowane są również dawne narzędzia rolnicze i sprzęty codziennego użytku.
Muzea są obiektem całorocznymi, czynnym codziennie. Zwiedzanie odbywa się po uprzednim uzgodnieniu z opiekunami zbiorów.